# Olav V Land

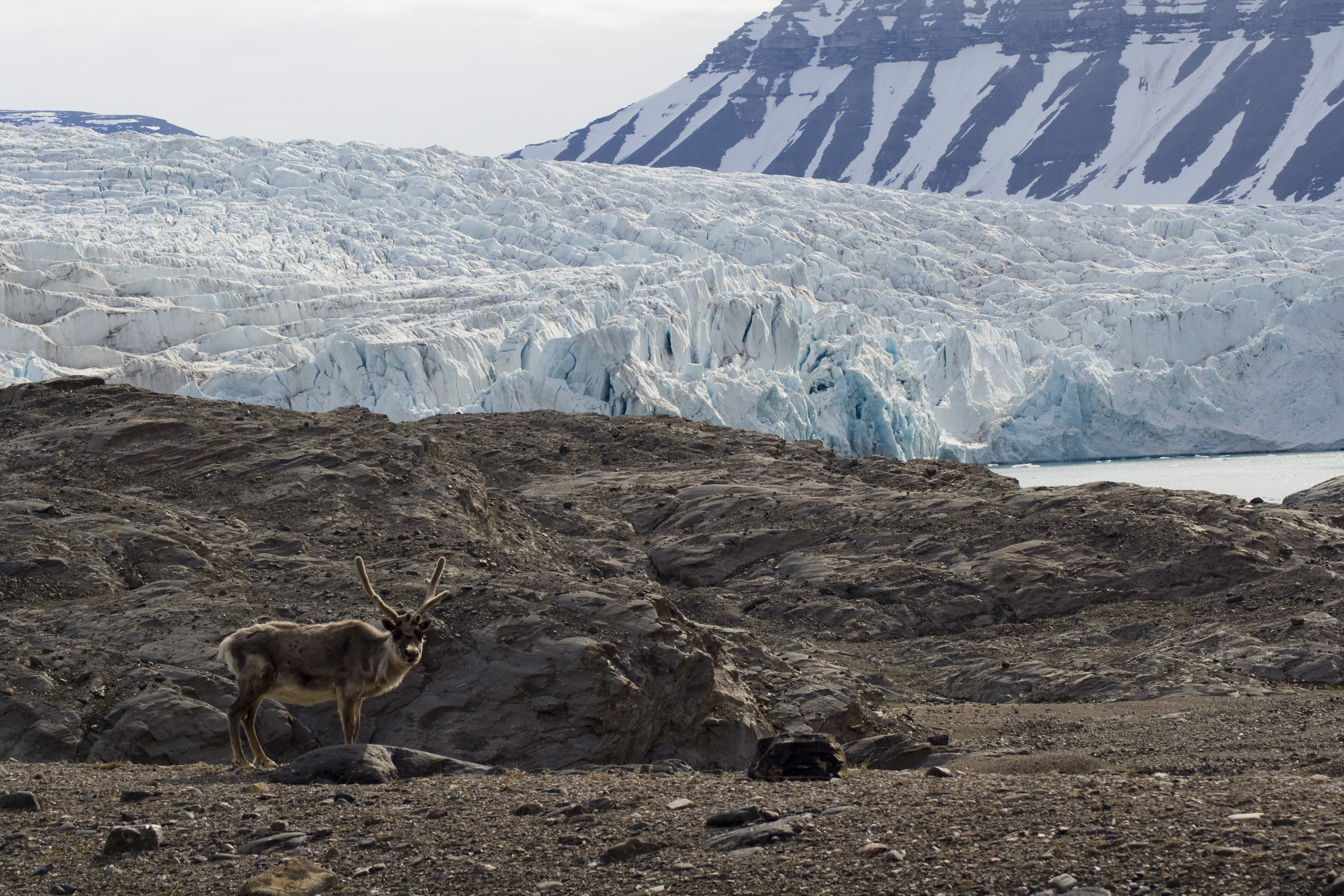
Nordenskiöldglaciären

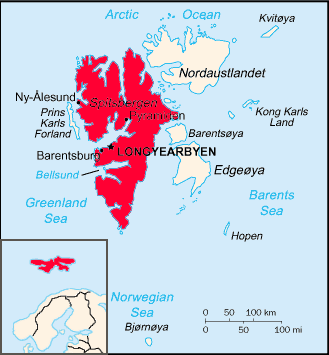
Översiktskarta

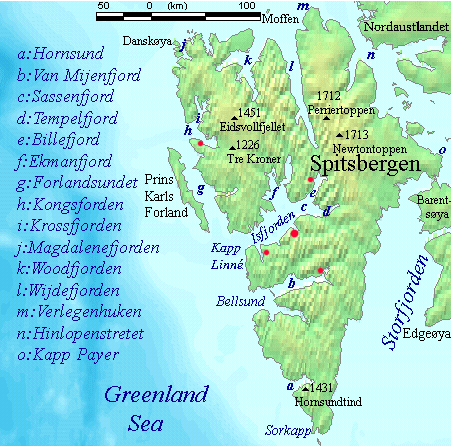
Lägeskarta, Olav V Land öster om Newtontoppen

Olav V Land (Olav V landet) är ett stort glaciärområde i nordöstra Svalbard i Barents hav i Norra ishavet.

## Geografi
Olav V Land ligger cirka 100 km nordöst om Longyearbyen på Spetsbergens östra kust.
Området har en area på cirka 4 150 km² och sträcker sig från Newtontoppen och Perriertoppen i väst och till sundet Hinlopenstretet i öst. Olav V Land är det största glaciärområdet i Svalbard efter Austfonna, den största enskilda glaciären är Kvitbreen med en area om cirka 2 500 km².
Olav V Lands östligaste plats är Kapp Payer som även utgör ön Spetsbergens östligaste punkt.

## Historik
Området namngavs efter norske kung Olav V.
Kapp Payer är uppkallad efter österrikiske polarforskaren Julius von Payer.